# Yamina Benahmed Daho
Pour les articles homonymes, voir Daho.
Yamina Benahmed Daho, née à Fontenay-le-Comte en 1979, est une écrivaine française.

## Biographie
Yamina Benahmed Daho est née à Fontenay-le-Comte, en Vendée, en 1979. Elle suit des études de philosophie et de lettres à l'université de Nantes. En 2006, elle est reçue au Capes de Lettres modernes. Elle exerce en tant que professeure de français pendant dix ans. En 2017, elle s'installe à Lyon pour vivre de son écriture.
Elle publie son premier roman, Rien de plus précieux que le repos, en 2011. Il s'agit d'une fable sur l’invention du football par des esclaves noirs pendant la guerre de Sécession. Elle continue l'exploration du football. En 2012, elle s’inscrit dans un club de football féminin amateur dans le Val-de-Marne. De cette expérience, elle publie en 2014, Poule D, un récit d’apprentissage politique.
En 2019, elle publie De Mémoire. Il s'agit d'un roman où Alya reprend vie après une tentative de viol qui l'a figée dans la peur et dans l'immobilité,.
En février 2021, elle publie À la machine. Il s'agit d'un roman sur le personnage de Barthélemy Thimonnier, tailleur et inventeur de la machine à coudre, spolié par l'américain Isaac Merritt Singer,.

## Publications
- Rien de plus précieux que le repos, Paris, Hélium, 2011, 95 p. (ISBN 978-2-35851-023-3).
- Poule D, Paris, Gallimard, 2014, 126 p. (ISBN 978-2-07-014699-4).
- De mémoire, Paris, Gallimard, 2019, 137 p. (ISBN 978-2-07-283618-3).
- À la machine, Paris, Gallimard, 2021, 162 p. (ISBN 978-2-07-292996-0).
- La source des fantômes, Paris, Gallimard, 2023, 144 p. (ISBN 978-2-07-302984-3).

## Distinctions
- Prix littéraire des lycéens, apprentis et stagiaires d'Île-de-France, De Mémoire (2020).
- Prix Général François Meyer de la Commission nationale indépendante de reconnaissance et de réparation des préjudices subis par les harkis (CNIH) pour son livre La source des fantômes (2023)[7].